# Finale della Coppa del mondo per club FIFA 2025
La finale della 21ª edizione della Coppa del mondo per club FIFA si è disputata il 13 luglio 2025 presso il MetLife Stadium di East Rutherford, negli Stati Uniti, fra gli inglesi del Chelsea e i francesi del Paris Saint-Germain. Il trofeo è stato conquistato dal Chelsea, vincitore per 3-0, al secondo successo nella competizione.

## Le squadre
| Squadre             | Confederazione | Qualificazione                                  | Partecipazioni precedenti (il grassetto indica la vittoria) |
| ------------------- | -------------- | ----------------------------------------------- | ----------------------------------------------------------- |
| Chelsea             | UEFA           | Vincitore della UEFA Champions League 2020-2021 | 2 (2012, 2021)                                              |
| Paris Saint-Germain | UEFA           | 2ª classificata eleggibile nel ranking UEFA     | Nessuna                                                     |

## Sede
Il 28 settembre 2024 la FIFA ha annunciato la lista definitiva dei 12 stadi impiegati per la rassegna, comunicando contestualmente la scelta del MetLife Stadium di East Rutherford come sede della finale. Dotato di una capienza di 82 566 posti, è la sede delle due formazioni di football americano di New York, i Giants e i Jets, che competono nella NFL, di cui ha ospitato, nel 2014, il XLVIII Super Bowl, fra Denver Broncos e Seattle Seahawks. In ambito calcistico, vi si sono tenuti due quarti di finale della CONCACAF Gold Cup 2015 (Trinidad e Tobago-Panama e Messico-Costa Rica) e tre partite della Copa América Centenario, nel 2016, tra cui la finale Argentina-Cile. Nel 2026 sarà teatro della finale del campionato mondiale, del quale ospiterà altri sette incontri.

## Il cammino verso la finale

### Chelsea
Il Chelsea si è qualificato al torneo in virtù della vittoria della UEFA Champions League 2020-2021, confermando la propria partecipazione il 14 marzo 2023 con l'approvazione dei criteri di qualificazione da parte del Consiglio FIFA.
La nuova formula, vigente da questa edizione, incrementa a 32 il numero di partecipanti, divisi in otto gironi da quattro squadre ciascuno. Il 5 dicembre 2024, a Miami, avviene il sorteggio dei gruppi, che vede i Blues estratti con i brasiliani del Flamengo, i tunisini dell'Espérance e il Los Angeles FC, padrone di casa. L'esordio, al Mercedes-Benz Stadium di Atlanta, è favorevole agli uomini di Enzo Maresca, che superano gli statunitensi dell'ex Giroud per 2-0, grazie alle reti di Pedro Neto ed Enzo Fernández. Il portoghese va a segno anche nel match della seconda giornata, portando in vantaggio i londinesi contro il Flamengo. Tuttavia, i rossoneri riescono a ribaltare il punteggio e a vincere 3-1, complice l'espulsione di Jackson, entrato da pochi minuti, per un brutto fallo su Ayrton Lucas. L'inattesa sconfitta non mina però il passaggio del turno del Chelsea, che sconfiggendo con un netto 3-0 l'Espérance mediante i gol di Adarabioyo, Delap e George si qualifica, da seconda del girone, agli ottavi di finale.
Gli ottavi di finale mettono di fronte i neocampioni della Conference League ai portoghesi del Benfica, giunti primi nel gruppo C davanti al Bayern Monaco, al Boca Juniors e all'Auckland City. Al 64' Reece James segna il gol dell'1-0, ma a quattro minuti dalla fine dei tempi regolamentari, come da protocollo in vigore negli Stati Uniti, la presenza di fulmini nel raggio di dieci km dallo stadio Bank of America ha imposto la sospensione della partita. Il match riprende soltanto due ore dopo, senza alcun accenno di maltempo durante il periodo di pausa. Nei minuti di recupero, il VAR segnala un tocco di mano in area di rigore da parte di Malo Gusto, che porta all'assegnazione della massima punizione a favore del Benfica, che agguanta il pareggio con Ángel Di María, prolungando l'incontro ai supplementari. Al 92' Gianluca Prestianni viene espulso per doppia ammonizione, lasciando in dieci le Aquile che, nel secondo tempo supplementare, soccombono subendo tre reti, da Nkunku, Pedro Neto e Dewsbury-Hall, venendo sconfitti al termine della partita più lunga della storia, durata ben 4 ore e 38 minuti. Ai quarti di finale gli inglesi sfidano i carioca del Palmeiras, usciti vincitori dall'ottavo di finale connazionale contro il Botafogo. Dopo il vantaggio siglato da Cole Palmer, il Palmeiras riesce a pareggiare con Estêvão Willian, promesso giocatore proprio dei Blues, ad inizio ripresa. Serve infatti un autogol del difensore Agustín Giay, con la sfortunata collaborazione del portiere Weverton, al Chelsea per qualificarsi alle semifinali. Ostacolo della formazione di Maresca è il Fluminense di Thiago Silva, vecchia bandiera dei Blues con oltre 100 presenze nel club. Con la doppietta di João Pedro, ex della gara, il Chelsea vince 2-0 e stacca il pass per la finale, a tre anni dalla sua ultima apparizione.

### Paris Saint-Germain
Il Paris Saint-Germain si è qualificato per il torneo attraverso il piazzamento nel ranking UEFA, risultando una delle squadre europee meglio classificate. All'interno del tabellone è stato inserito come campione d'Europa in carica, avendo vinto la UEFA Champions League 2024-2025. È stato sorteggiato nel gruppo B insieme ad Atlético Madrid, Botafogo e Seattle Sounders. Nella partita di apertura, il Paris Saint-Germain ha battuto l'Atlético Madrid 4-0, con i gol di Fabián Ruiz, Vitinha, Senny Mayulu e Lee Kang-in. Nella seconda partita, il Paris Saint-Germain ha affrontato il Botafogo, i campioni sudamericani in carica. Contro ogni pronostico, i sudamericani hanno vinto 1-0, con il gol vittoria segnato da Igor Jesus. Nella terza partita, l'ultima del girone, il Paris Saint-Germain ha vinto 2-0 contro il Seattle Sounders sul terreno di casa, con gol di Khvicha K'varatskhelia e Achraf Hakimi, garantendo la qualificazione alla fase a eliminazione diretta come vincitore del gruppo B, davanti sia al Botafogo che all'Atlético Madrid, tutti con 6 punti in classifica, ma con una miglior differenza.
Negli ottavi di finale, i parigini hanno affrontato l'Inter Miami di Lionel Messi, ex della partita. Il Paris Saint-Germain ha vinto per 4-0, con doppietta di João Neves, autogol di Tomás Avilés e rete di Hakimi. Nei quarti di finale, il Paris Saint-Germain ha affrontato il Bayern Monaco, in una rivincita della Finale della UEFA Champions League 2019-2020, che i tedeschi hanno vinto 1-0. Questa volta, invece, è stato il Paris Saint-Germain a trionfare per 2-0, con gol di Désiré Doué e Ousmane Dembélé. La partita ha visto anche il grave infortunio di Jamal Musiala, a causa di uno scontro con il portiere dei francesi, Gianluigi Donnarumma, oltre alla doppia espulsione di Willian Pacho e Lucas Hernández, che è costato loro due giornate di squalifica. In semifinale, c'è stato lo scontro con il Real Madrid dell'ex Kylian Mbappé: ancora una volta, il Paris Saint-Germain ha vinto 4-0, grazie alla doppietta di Fabián Ruiz ed i gol di Dembélé e Gonçalo Ramos.

### Tabella riassuntiva del percorso
Note: In ogni risultato sottostante, il punteggio della finalista è menzionato per primo.
| Squadra        | Pt | G |
| -------------- | -- | - |
| Flamengo       | 7  | 3 |
| Chelsea        | 6  | 3 |
| Espérance      | 3  | 3 |
| Los Angeles FC | 1  | 3 |

| Squadra             | Pt | G |
| ------------------- | -- | - |
| Paris Saint-Germain | 6  | 3 |
| Botafogo            | 6  | 3 |
| Atlético Madrid     | 6  | 3 |
| Seattle Sounders    | 0  | 3 |

## Tabellino
| Arbitro: | Alireza Faghani |

|                                |           |  |
| Palmer 22’, 30’ João Pedro 43’ | Marcatori |  |

| Chelsea | Paris Saint-Germain |

| P               | 1  | Robert Sánchez        |     |     |
| D               | 27 | Malo Gusto            | 40’ |     |
| D               | 23 | Trevoh Chalobah       |     |     |
| D               | 6  | Levi Colwill          | 81’ |     |
| D               | 3  | Marc Cucurella        |     |     |
| C               | 24 | Reece James           |     | 77’ |
| C               | 25 | Moisés Caicedo        | 36’ |     |
| C               | 10 | Cole Palmer           |     |     |
| C               | 8  | Enzo Fernández        |     | 61’ |
| C               | 7  | Pedro Neto            | 34’ | 77’ |
| A               | 20 | João Pedro            |     | 67’ |
| A disposizione: |    |                       |     |     |
| P               | 12 | Filip Jørgensen       |     |     |
| P               | 39 | Mike Penders          |     |     |
| P               | 44 | Gabriel Slonina       |     |     |
| D               | 4  | Tosin Adarabioyo      |     |     |
| D               | 19 | Mamadou Sarr          |     |     |
| D               | 30 | Aarón Anselmino       |     |     |
| D               | 34 | Josh Acheampong       |     |     |
| C               | 17 | Andrey Santos         |     | 61’ |
| C               | 22 | Kiernan Dewsbury-Hall |     | 77’ |
| C               | 45 | Roméo Lavia           |     |     |
| A               | 9  | Liam Delap            |     | 67’ |
| A               | 15 | Nicolas Jackson       |     |     |
| A               | 18 | Christopher Nkunku    |     | 77’ |
| A               | 32 | Tyrique George        |     |     |
| A               | 38 | Marc Guiu             |     |     |
| Allenatore:     |    |                       |     |     |
| Enzo Maresca    |    |                       |     |     |

| P               | 1  | Gianluigi Donnarumma   |       |     |
| D               | 2  | Achraf Hakimi          |       | 73’ |
| D               | 5  | Marquinhos             |       |     |
| D               | 4  | Lucas Beraldo          |       |     |
| D               | 25 | Nuno Mendes            | 90+4’ |     |
| C               | 17 | Vitinha                |       |     |
| C               | 87 | João Neves             | 86’   |     |
| C               | 8  | Fabián Ruiz            |       | 73’ |
| A               | 14 | Désiré Doué            |       | 73’ |
| A               | 10 | Ousmane Dembélé        | 87’   |     |
| A               | 7  | Khvicha K'varatskhelia |       | 58’ |
| A disposizione: |    |                        |       |     |
| P               | 39 | Matvej Safonov         |       |     |
| P               | 80 | Arnau Tenas            |       |     |
| D               | 3  | Presnel Kimpembe       |       |     |
| D               | 43 | Noham Kamara           |       |     |
| C               | 19 | Lee Kang-in            |       |     |
| C               | 20 | Gabriel Moscardo       |       |     |
| C               | 24 | Senny Mayulu           |       | 73’ |
| C               | 33 | Warren Zaïre-Emery     |       | 73’ |
| A               | 9  | Gonçalo Ramos          |       | 73’ |
| A               | 29 | Bradley Barcola        |       | 58’ |
| A               | 49 | Ibrahim Mbaye          |       |     |
| Allenatore:     |    |                        |       |     |
| Luis Enrique    |    |                        |       |     |

| Assistenti arbitrali: Anton Shchetinin (Australia) Ashley Beecham (Australia) Quarto ufficiale: Facundo Tello (Argentina) Assistente di riserva: Gabriel Chade (Argentina) VAR: Bastian Dankert (Germania) Assistente al VAR: Tatiana Guzmán (Nicaragua) Supporto al VAR: Ivan Bebek (Croazia) | Regole dell'incontro - due tempi regolamentari da 45 minuti ciascuno; - due tempi supplementari da 15 minuti ciascuno in caso di parità; - tiri di rigore in caso di ulteriore parità; inizialmente cinque per squadra, e a oltranza fino a spareggio in caso di ulteriore parità; - numero massimo di 26 giocatori per squadra a referto (11 in campo e 15 come potenziali sostituti); - cinque sostituzioni permesse nei tempi regolamentari; una sesta permessa nei tempi supplementari. |

## Statistiche
| Statistiche       | Chelsea | Paris Saint-Germain |
| ----------------- | ------- | ------------------- |
| Reti segnate      | 3       | 0                   |
| Tiri totali       | 9       | 9                   |
| Tiri in porta     | 5       | 6                   |
| Possesso palla    | 34%     | 66%                 |
| Calci d'angolo    | 3       | 5                   |
| Falli commessi    | 15      | 12                  |
| Fuorigioco        | 3       | 2                   |
| Cartellini gialli | 4       | 2                   |
| Cartellini rossi  | 0       | 0                   |